# Khimki
Khimki (russisk: Химки, tr. Khimki) er en by i Moskva oblast i Den Russiske Føderation. Byen ligger på bredden af Moskvakanalen. Byen er grænser direkte op til det nordvestlige Moskva, bygrænsen løber langs MKAD, og fra vest, nord og øst omgives byen af rajonerne Kurkino og Molzjaninovskij. Byen har .
Khimki er med 256.684(2024) indbyggere den tredje største forstad til Moskva, efter Balasjikha (450.771(2017) indbyggere) og Podolsk (299.660(2017) indbyggere).